# باك-لاند
باك-لاند (بالإنجليزية: Pac-Land)، هي لعبة فيديو يابانية، تم إصدار اللعبة في منصة الآركيد وبقية أنظمة ألعاب الفيديو سنة 1984، وهي من تطوير شركتي نامكو اليابانية وميدواي غيمز الأمريكية.